# Grote tijm
Grote tijm (Thymus pulegioides) is een plantensoort uit de lipbloemenfamilie (Lamiaceae). De soort staat op de Nederlandse Rode Lijst van planten als vrij zeldzaam en matig afgenomen. De plant komt van nature voor in Europa en wordt ook gebruikt in siertuinen. De plant heeft een aromatische geur.

## Determinatie
Grote tijm is een overblijvende, kruipende dwergstruik die een hoogte bereikt van 2–30 cm. Ze heeft opgerichte, vierkantige, alleen op de ribben behaarde stengels. Alleen de onderkant van de stengels is verhout. De vrij dunne en slappe, tot 9 mm lange bladeren zijn eirond tot elliptisch en aan de voet versmald. De plant bloeit van juni tot de herfst met roodpaarse of soms witte bloemen. De onderste twee kelktanden zijn langer en veel smaller dan de bovenste drie. De bloeiwijze is een schijnkrans. De vrucht is een vierdelige splitvrucht.

### Gelijkende taxa
In Zuid-Limburg komt kruiptijm (Thymus praecox) naast grote tijm voor. De soorten onderling zijn niet gemakkelijk te determineren. Grote tijm heeft vierkantige en kruiptijm bijna afgeronde bloemstengels. Ook is de bloemstengel van kruiptijm rondom behaard en die van grote tijm alleen op de ribben. De bladeren van kruiptijm zijn vrij dik en stijf en die van grote tijm tamelijk dun en slap.

## Ecologie
Grote tijm komt tussen het gras voor op meso-oligotrofe grond. Vaker is de soort ook aan te treffen op een kaler, verhoogd plekje, of op kalere hellingen. Ook op grindige of stenige substraten wordt ze aangetroffen.

### Syntaxonomie
Grote tijm bereikt in Nederland haar optimum in de naar haar vernoemde associatie van vetkruid en tijm.
De soort geldt als indicatorsoort voor struisgrasvegetatie (ha) subtype struisgraslanden, een karteringseenheid in de Biologische Waarderingskaart (BWK) van Vlaanderen en het Brussels Hoofdstedelijk Gewest.

## Fotogalerij

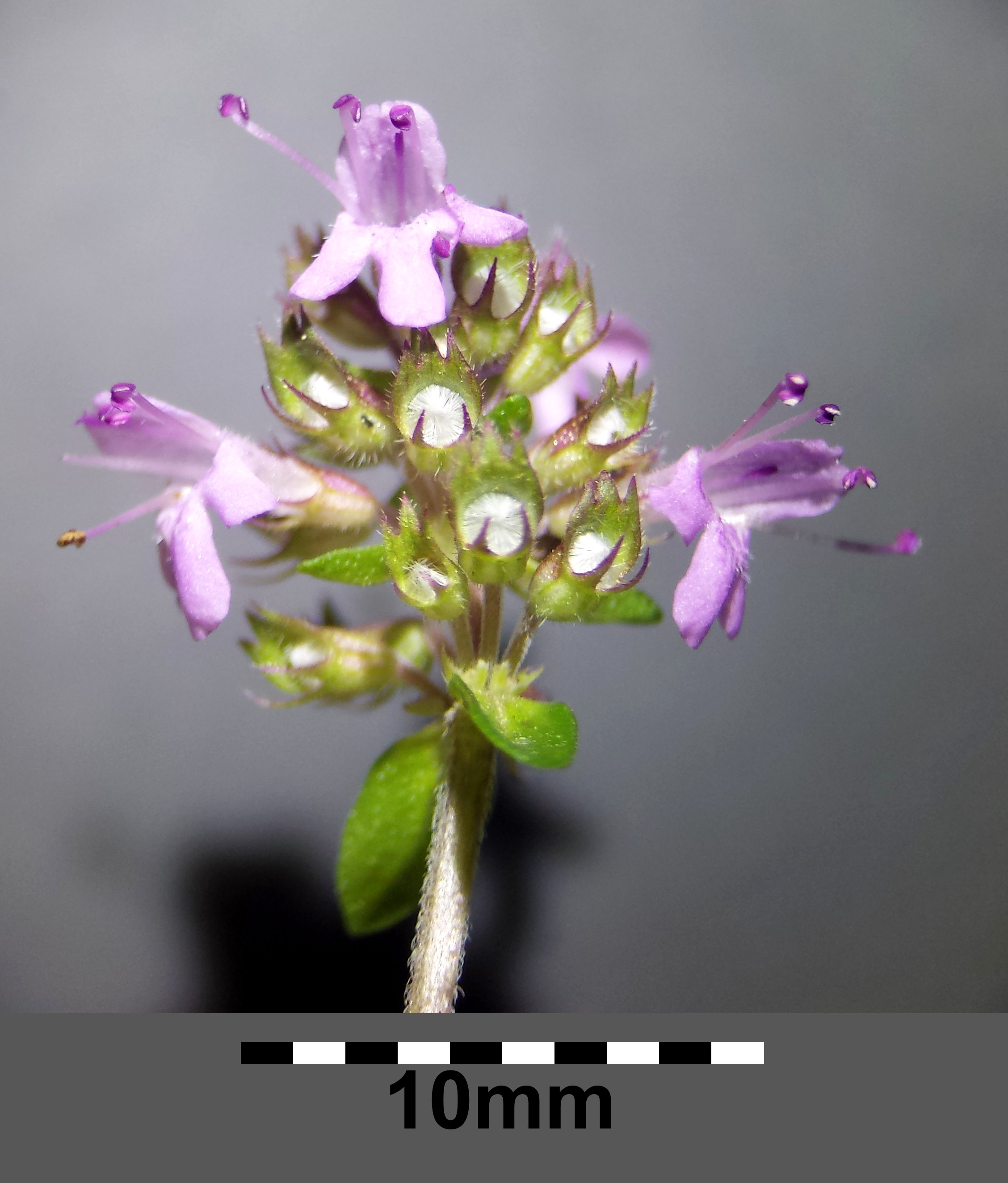
bloem
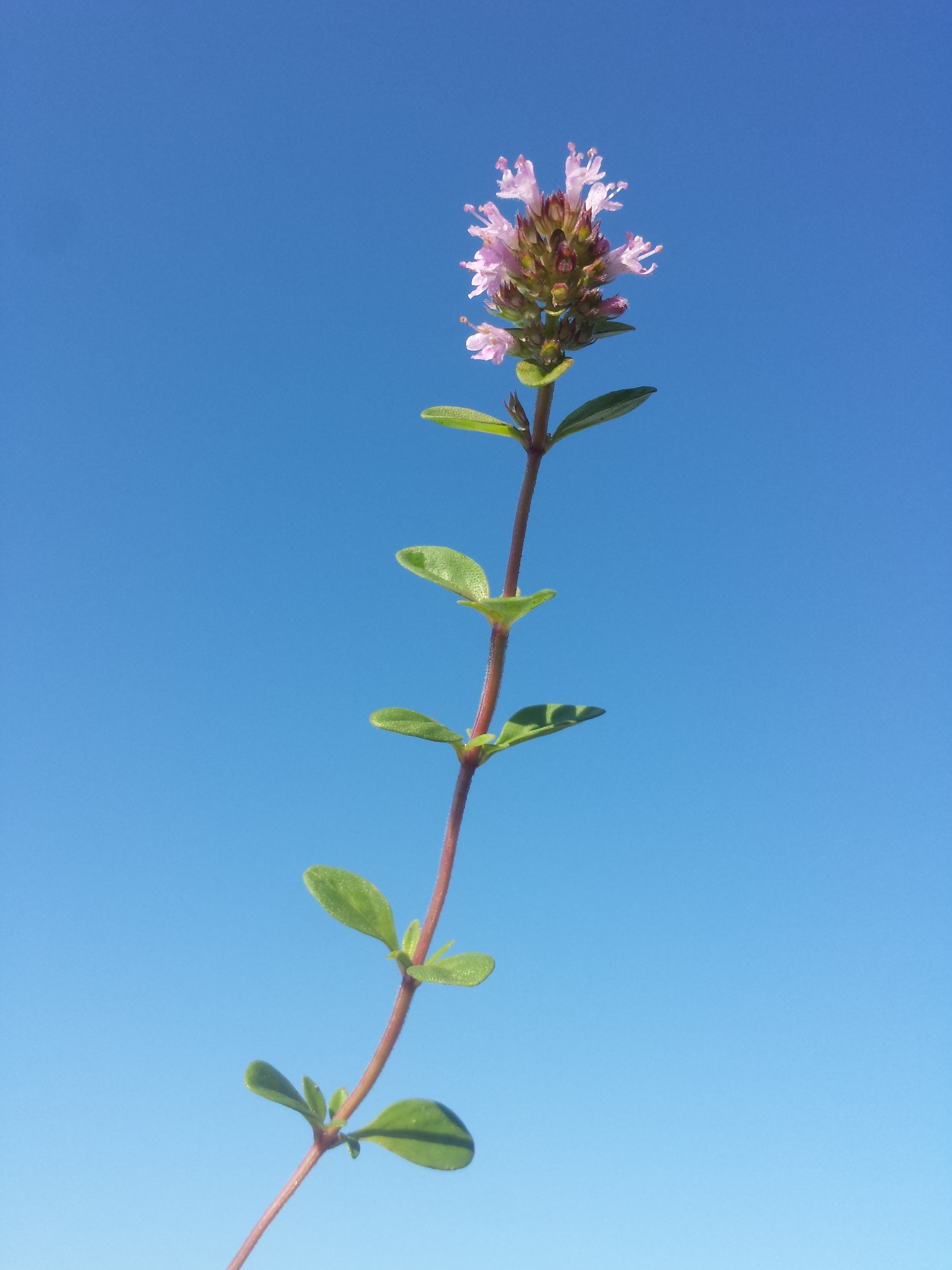
plant